# Stahringen
Die ehemalige Gemeinde Stahringen ist heute ein Stadtteil von Radolfzell am Bodensee und zugleich die Bezeichnung des ehemaligen Segelfluggeländes, mittlerweile Sonderlandeplatzes Radolfzell-Stahringen (ICAO-Kürzel: EDSR) nördlich der Bebauung von Stahringen an der Gemarkungsgrenze zu Stockach und Bodman.

## Geschichte

### Frühzeit
Die Gemarkung Stahringen war bereits in vorgeschichtlicher Zeit Siedlungsraum: Aus der Mittel- und Jungsteinzeit stammen seit 1977 gemachte Lesefunde an Feuersteingeräten in Hanglage unterhalb der Burgruine Homburg auf rund 455 m ü. NHN und von einem nach Norden gerichteten Ausläufer des Mühlbergs.
Unbestimmbare Keramikscherben von Ausschachtungen der 1970er Jahre im Gewann „Marktbach“ unterhalb des Böhlerberges (heute Gewerbegebiet) stammen von einer vorgeschichtlichen Siedlung unbekannter Zeitstellung und befinden sich als Dauerleihgabe im Archäologischen Hegau-Museum im historischen Schloss Singen.
Im Gewann „Oberes Weidfeld“ befand sich eine Mineralbodensiedlung der frühen bis mittleren Bronzezeit, evtl. Eisenzeit, die heute durch Kiesabbau zerstört ist. Die Bronze- und Eisenfunde wurden 1888/89 durch das Museum Überlingen erworben.
Aus dem Jahr 1846 stammt von der Homburg ein womöglich römerzeitlicher Lesefund.

### Mittelalter
Erstmals wurde der Ort im Jahr 1127 als Stalringen erwähnt. Besitzungen hatte der Konstanzer Bischof.
Die Konstanzer Ministerialen verkauften den Ort 1565 an die Herren von Bodman.
1614 gelangte er an das Kloster St. Gallen und 1744/49 fiel er wieder an den Konstanzer Bischof. Den Blutbann hatte Nellenburg inne.

### Neuzeit
1805 fiel der Ort an Baden, die nellenburgischen Rechte waren mit Württemberg strittig. Bis 1810 war Stahringen Sitz eines Unteramtes innerhalb des Amtes Bohlingen, bevor es zum Amt Stockach kam, aus dem 1939 der Landkreis Stockach hervorging. Bei dessen Auflösung 1973 kam der Ort zum Landkreis Konstanz.
Im Rahmen der Gemeindereform wurde die Gemeinde Stahringen am 1. Januar 1974 in die Stadt Radolfzell eingemeindet.

## Bauwerke
- Auf 635,3 m Höhe, über Stahringen gelegen, diente die Homburg den Herren von Homburg lange als Sitz. Die Burganlage an sich befindet sich auf einem steil zum Ort abfallenden Bergsporn. Im Lauf der Jahrhunderte zerfiel die wuchtige Burganlage wie viele andere Hegauburgen und wurde schließlich aufgegeben.
- Die Kirche St. Zeno wurde 1835 am Böhlerberg errichtet und ist mit Glocken von Friedrich Wilhelm Schilling ausgestattet.
- Das französische Sondermunitionslager Radolfzell-Stahringen (Koordinaten: 47° 46′ 58,8″ N, 8° 56′ 54,2″ O) war das südlichst gelegene Atomwaffenlager auf deutschem Boden. Ab 1960 wurden hier atomare Gefechtsköpfe für die in Radolfzell stationierte Artillerieeinheit 302ème Groupe d’Artillerie des II. Korps (FR) gelagert. Der Verband war mit der Kurzstreckenrakete MGR-1 Honest John ausgerüstet. Mit dem Austritt Frankreichs aus der integrierten Befehlsstruktur der NATO am 1. Juli 1966 wurde das Lager geräumt und alle Gebäude abgetragen.[7]

## Wirtschaft und Infrastruktur

### Verkehr
Stahringen liegt an der Bahnstrecke Radolfzell–Mengen und an der Bahnstrecke Stahringen–Friedrichshafen.
Stahringen liegt an der Bundesstraße B34 zwischen Radolfzell und Stockach. Dort besteht jeweils ein Anschluss an Schnellstraßen, an die Autobahn 98, bzw. an die ausgebaute B 33.

### Sonderlandeplatz
Nach den ersten fliegerischen Anfängen in der Region, die bereits 1927 auf wechselnden „Fluggeländen“ stattfanden, gründeten 1966 flugsportbegeisterte Bürger von Stahringen und Umgebung die Flugsportvereinigung Radolfzell, die 1968 mit dem ersten Spatenstich zu dem Segelfluggelände Stahringen-Wahlwies den Grundstein des heutigen Sonderlandeplatzes Radolfzell-Stahringen legte. Das Fluggelände liegt im Stahringer Tal auf den Gemarkungsgrenzen von Radolfzell, Stockach und Bodman und grenzt direkt an das Naturschutzgebiet Schanderied.